# Phil Proctor
Phil Proctor (Goshen, 28 luglio 1940) è un attore e doppiatore statunitense.
Dal 1976 al 1980 è stato sposato con la montatrice Barbro Semmingsen da cui ha avuto una figlia, Kristin, nata nel 1978.
Nel 1992 si è risposato con l'attrice Melinda Peterson.

## Filmografia parziale

### Attore
- I giorni di Bryan (Run for Your Life) – serie TV, episodio 3x20 (1968)
- Ai confini della realtà (The Twilight Zone) – serie TV, episodio 1x15 (1985)
- Willy, il principe di Bel-Air  (The Fresh Prince of Bel-Air) – serie TV, episodio 5x11 (1994)
- L'uomo di casa (Last Man Standing) – serie TV, 1 episodio (2013)

### Doppiatore
- Bianca e Bernie nella terra dei canguri (1990)
- La bella e la bestia (1991)
- Aladdin (1992)
- Il re leone (1994)
- Toy Story - Il mondo dei giocattoli (1995)
- Il gobbo di Notre Dame (1996)
- Hercules (1997)
- Il dottor Dolittle (1998)
- Pocahontas II - Viaggio nel nuovo mondo (1998)
- Mulan (1998)
- A Bug's Life - Megaminimondo (1998)
- Il gigante di ferro (1999)
- Toy Story 2 - Woody e Buzz alla riscossa (1999)
- Il dottor Dolittle 2 (2001)
- Monsters & Co. (2001)
- Cenerentola II - Quando i sogni diventano realtà (2002)
- La carica dei 101 II - Macchia, un eroe a Londra (2003)
- Koda, fratello orso (2003)
- Mucche alla riscossa (2004)
- Outback (The Outback), regia di Kyung Ho Lee (2012)
- Monsters University (2013)

### Videogiochi
- Assassin's Creed (2007) - Warren Vidic
- Assassin's Creed II (2009) - Warren Vidic, guardia di Firenze, guardia di San Gimignano, guardia di Venezia, guardia templare, guardia romagnola, cittadino fiorentino, cittadino di San Gimignano
- Assassin's Creed: Brotherhood (2010) - Warren Vidic
- Assassin's Creed: Revelations (2011) - Warren Vidic
- Assassin's Creed III (2012) - Warren Vidic
- Assassin's Creed: Rogue (2014) - Warren Vidic, membro delle gang
- Batman: Arkham Knight (2015) - Simon Stagg